# Alaksandr Hazau
Alaksandr Wasilewicz Hazau (biał. Аляксандр Васілевіч Газаў, ros. Александр Васильевич Газов, Aleksandr Wasijlewicz Gazow, ur. 17 czerwca 1946 w Brykowie) – radziecki strzelec sportowy. Dwukrotny medalista olimpijski.
Specjalizował się w strzelaniu do ruchomej tarczy z sylwetką biegnącego dzika (karabin małokalibrowy). Brał udział w dwóch igrzyskach (IO 76, IO 80), na obu zdobywał medale. Triumfował w 1976, cztery lata później zajął trzecie miejsce. Stawał na podium mistrzostw świata (5 złotych medali). Był również mistrzem Europy i mistrzem ZSRR (1972-1974, 1976, 1978, 1980).